# レイクサイドモーニング
『レイクサイドモーニング』は、2011年9月1日までエフエム滋賀 (E-Radio → e-radio) で放送されていたラジオ番組。e-radio本社E-1スタジオからの生放送。

## 概要
音楽と琵琶湖周辺地域の情報に特化した平日午前の帯番組で、同エリアの買物情報と行楽情報を中心に伝えていた。また、恋愛や子育てに関しての相談コーナーも設けていた。
2007年9月までは『○○のレイクサイドモーニング77』（ - のレイクサイドモーニングななじゅうなな）と、担当パーソナリティの名を冠したタイトルで放送されていた。同年10月からはパーソナリティの名も77の数字も付かない『レイクサイドモーニング』が正式名称となり、さらにタイトル英語表記 "Lakeside Morning" の頭文字を取った『LSM』が公式略記となった。

## 放送時間
いずれも日本標準時。

### レイクサイドモーニング77
- 月曜 - 木曜 7:30 - 11:00（ - 2007年9月27日） - 当初は月曜 - 金曜の放送であったが、1998年春から金曜の同じ時間帯に『湖岸通り77番地』が編成されたことにより週4日間の放送になる。

### LSM
- 月曜 - 木曜 7:30 - 11:00、11:30 - 12:55（2007年10月8日 - 2009年6月25日） - 番組リニューアル。11:30から放送されていた『Lunch with u Lunch-u』の枠を取り込み、2部構成化する。
- 月曜 - 木曜 7:30 - 11:00（2009年6月29日 - 2011年3月31日） - JFN系番組『ONCE』のネット開始により、11:00までの放送に戻る。
- 月曜 - 木曜 7:30 - 12:49（2011年4月4日 - 2011年9月1日） - 『ONCE』のネット打ち切りにより、再び放送枠を拡大。この拡大に伴い、11:00から別番組として放送されていた『赤坂泰彦のディア・フレンズ』が内包番組になる。

## パーソナリティ
- 横井くにえ - エフエム滋賀の愛称がE-Radio表記であった頃にパーソナリティを務めていた[6]。
- 大角香里 - E-Radioの頃から出演。2005年9月まで出演した後、出産準備のために一旦番組を卒業[7]。仕事に復帰してからは上記の『Lunch with u Lunch-u』を担当していたが[8]、番組が『LSM』にリニューアルしたのを機にパーソナリティに復帰した。木谷との交替出演制となった『LSM』では月曜・火曜を担当。
- 木谷美帆 - 大角に替わって2005年10月からパーソナリティを務めていた。番組が『LSM』にリニューアルしてからは水曜・木曜を担当していた。

## コラボレーション商品
『LSM』リニューアル後の2010年に、株式会社いのうえとのコラボレーション商品『滋賀まるごとカレー』を2度にわたって企画・発売した。
いずれも近江牛の肉と滋賀県産の玉ねぎを使用したレトルトカレーで、第2弾の『滋賀まるごとカレープラス』にはさらに滋賀県産のかぼちゃ、ブルーベリー、唐辛子（品種はブート・ジョロキアとハバネロ）が追加された。いずれも滋賀県内のセブン-イレブンや平和堂などで期間限定で販売された。